# 薩蘭嶺國家公園

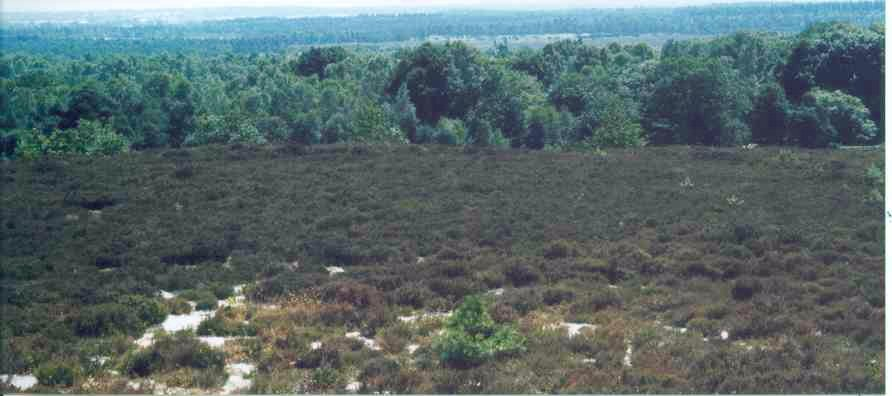

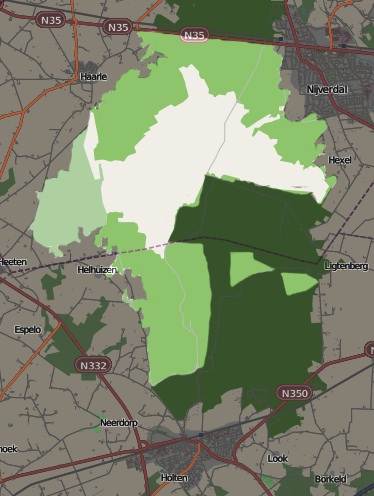

52°20′N 6°25′E / 52.333°N 6.417°E
薩蘭嶺國家公園（荷蘭語：Nationaal Park Sallandse Heuvelrug）是荷蘭的國家公園，位於該國東部上艾瑟爾省，成立於2004年，面積35平方公里，有鹿類、狐狸、臭鼬、鼬鼠、蝙蝠等哺乳類動物棲息。